# Giuseppe Gazzaniga
Giuseppe Gazzaniga (ur. 5 października 1743 w Weronie, zm. 1 lutego 1818 w Cremie) – włoski kompozytor.

## Życiorys
Przeznaczony początkowo przez rodziców do stanu duchownego, wbrew ich woli poświęcił się jednak karierze muzycznej. W latach 1760–1768 był uczniem Nicoli Porpory, początkowo w Wenecji, następnie od 1764 roku w Conservatorio di Sant’Onofrio a Capuana w Neapolu. W latach 1767–1770 uczył się również u Niccolò Piccinniego. Od 1770 roku działał w Wenecji, pisał opery dla teatrów włoskich i zagranicznych. Jego opery wystawiane były m.in. w Dreźnie, Pradze i Wiedniu. W 1791 roku osiadł w Cremie, gdzie został kapelmistrzem miejscowej katedry.
Skomponował prawie 50 oper, w większości o charakterze komicznym. W operze Don Giovanni Tenorio osia Il Convitato di pietra (wyst. Wenecja 1787) podjął temat wykorzystany później przez W.A. Mozarta w Don Giovannim. Pisał także utwory religijne. Należał do przedstawicieli późnego okresu szkoły neapolitańskiej, dbał o ścisły związek muzyki z akcją sceniczną.